# Samaipata (kommun)

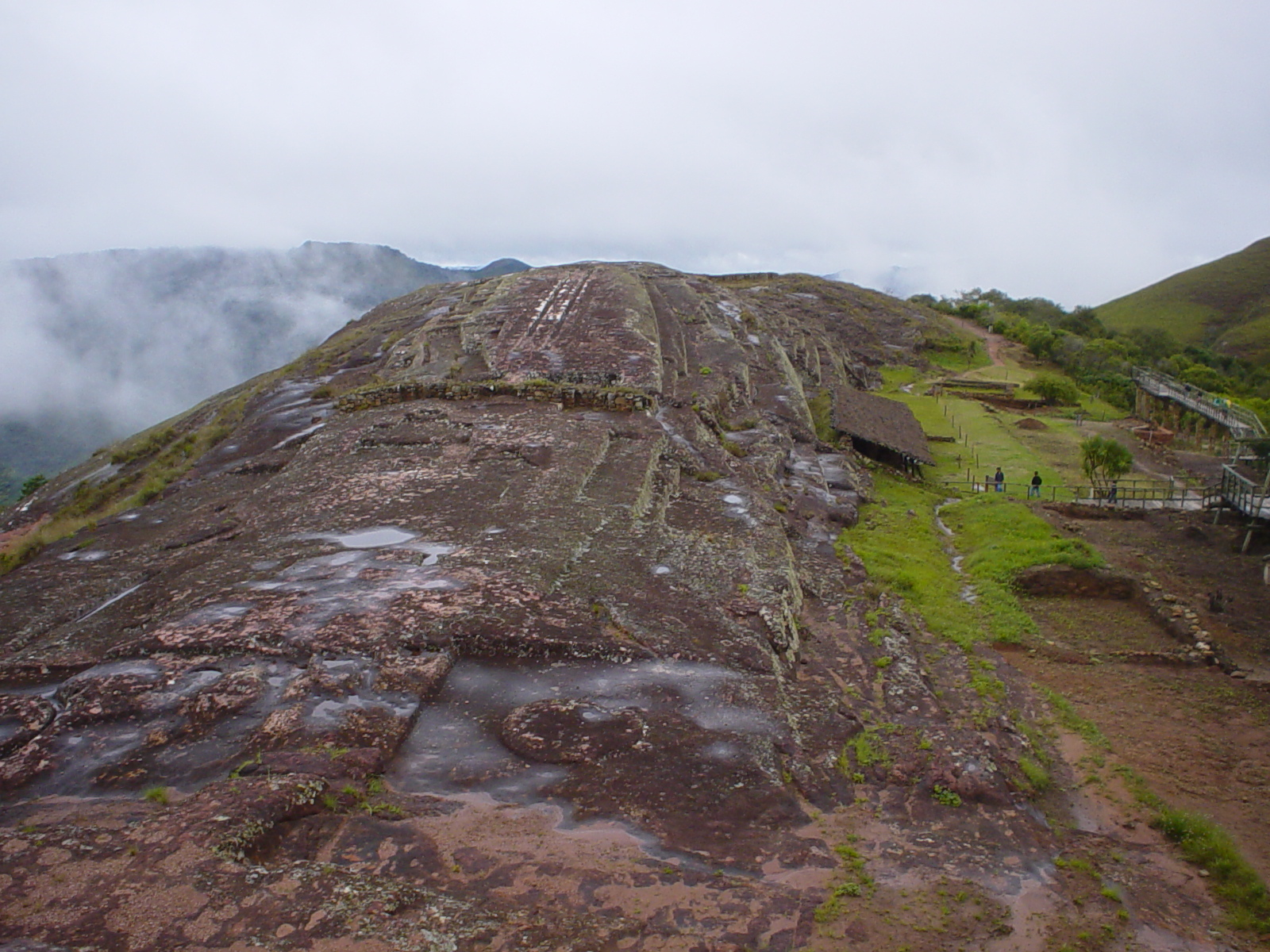
Fuerte de Samaipata

Samaipata är en kommun  i den bolivianska provinsen Florida i departementet Santa Cruz. Den administrativa huvudorten är Samaipata.

## Befolkning
Invånarantalet ökade under åren 1990-2010 med cirka 10 % årligen:
- 1992: 9 142 invånare (folkräkning)[1]
- 2001: 9 739 invånare (folkräkning)[2]
- 2005: 9 970 invånare (uppdatering)[3]
- 2010: 10 001 invånare (uppdatering)[4]

### Fotnoter
1. ↑  Instituto Nacional de Estadística (INE) 1992 Arkiverad 23 april 2014 hämtat från the Wayback Machine.
2. ↑  Instituto Nacional de Estadística (INE) 2001 Arkiverad 24 september 2015 hämtat från the Wayback Machine.
3. ↑  Instituto Nacional de Estadística 2005 - Boletin No. 75 Arkiverad 3 mars 2016 hämtat från the Wayback Machine. (PDF; 196 kB)
4. ↑  Instituto Nacional de Estadística - Proyecciones Arkiverad 22 maj 2012 hämtat från the Wayback Machine. (PDF; 1,59 MB)